# Distrikt Terego
Terego ist ein Distrikt im Norden von Uganda. Leju, Handelszentrum und Hauptstadt von Terego, liegt etwa 544 Kilometer nordwestlich von Kampala. Der Distrikt Terego erstreckt sich über eine Fläche von 1.102 Quadratkilometern, der Zensus von 2014 ermittelte eine Bevölkerung von 199.303 Personen. Darin nicht eingeschlossen sind rund 168.000 Flüchtlinge, hauptsächlich Südsudanesen, die in den Flüchtlingslagern Imvepi und Rhino leben.

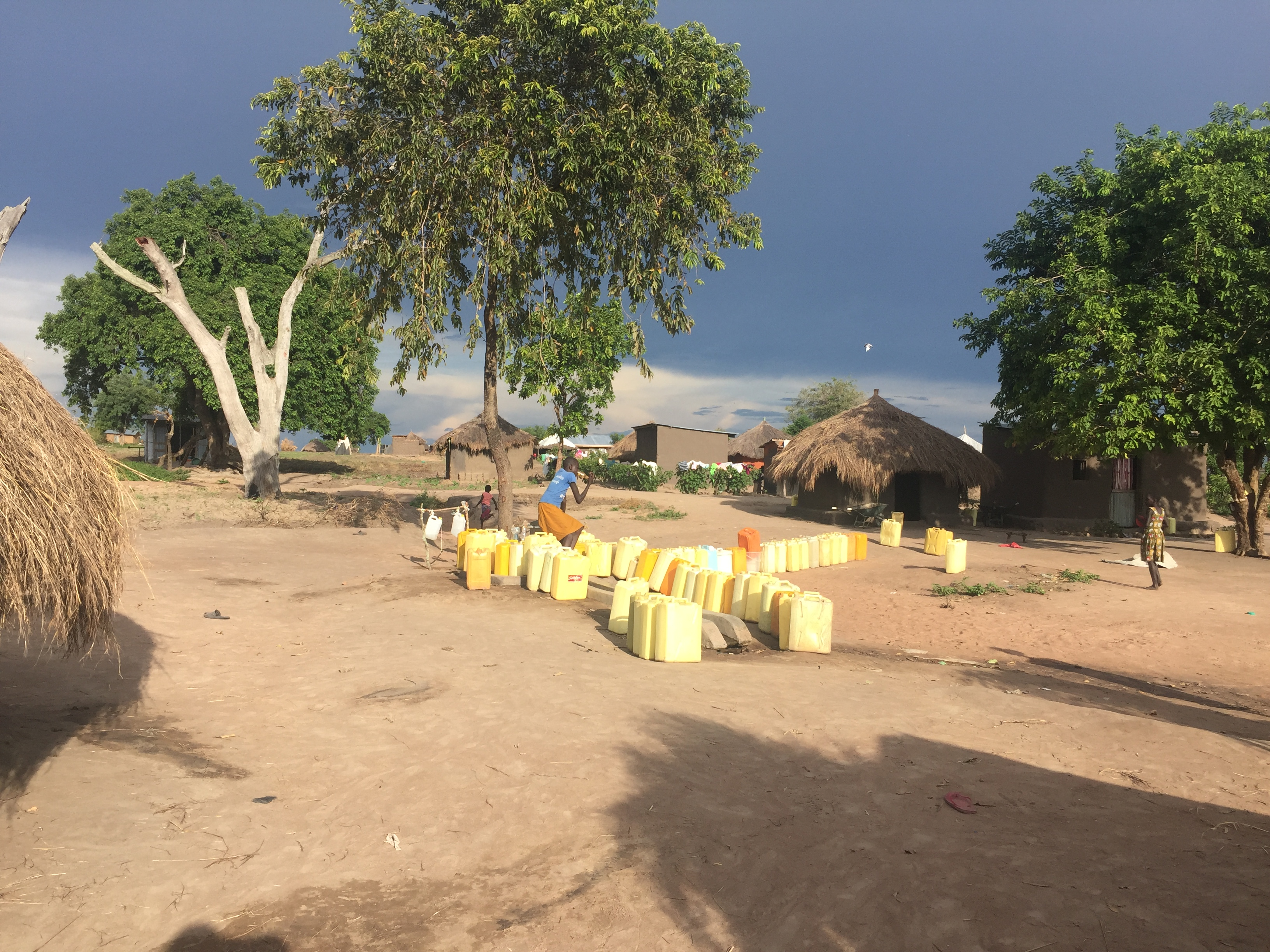
Brunnen in einem Flüchtlingslager in Terego

## Geografie
Terego liegt im Nordwesten des Landes und grenzt an den Distrikt Yumbe im Norden, Madi-Okollo im Osten, den Distrikt Arua im Süden und den Distrikt Maracha im Westen. Der Distrikt wird von Nebenflüssen des Weißen Nil entwässert.

## Geschichte
Der Distrikt Terego entstand aus dem ehemaligen Terego County, der bis 2006 Teil von Arua war: die Counties Terego und Maracha wurden von Arua getrennt und bildeten fortan den Distrikt Maracha-Terego. Aufgrund der herrschenden Uneinigkeit über den Standort der Hauptverwaltung wurde Terego wieder in den Distrikt Arua eingegliedert; Maracha bildete daraufhin den Distrikt Maracha. Im Mai 2020 wurde schließlich die Bildung des neuen Distrikts Terego genehmigt, sie trat am 1. Juli 2020 in Kraft.

## Administration
Terego ist in zwei Counties aufgeteilt: Terego East (bestehend aus den Subcounties Omugo, Udupi und Uriama) und Terego West (Subcounties Aii-Vu, Katrini und Bileafe).

## Wirtschaft
Die Landwirtschaft macht den größten Teil der wirtschaftlichen Aktivitäten im Distrikt Terego aus, hauptsächlich werden Bohnen, Süßkartoffeln und Mais angebaut. Beim Zensus von 2014 gaben 98,8 Prozent der Bevölkerung an, Landwirtschaft zu betreiben.